# شوهی هانابوسا
شوهی هانابوسا (ژاپنی: 花渕 修平؛ زادهٔ ۱ دسامبر ۱۹۷۸) یک بازیکن فوتبال اهل ژاپن است.
از باشگاه‌هایی که در آن بازی کرده‌است می‌توان به باشگاه فوتبال وگالتا سندای اشاره کرد.